# Christian Heuer
Christian Heuer (* 1974 in Waiblingen) ist ein deutscher Historiker, Geschichtsdidaktiker und Hochschullehrer. Er ist seit Oktober 2024 Professor für Didaktik der Geschichte an der Justus-Liebig-Universität Gießen. Zuvor war er von 2020 bis 2024 Universitätsprofessor für Geschichtsdidaktik an der Karl-Franzens-Universität Graz.

## Leben
Vor seinem Ruf nach Graz arbeitete er als Post-Doc und abgeordneter Lehrer an den Pädagogischen Hochschulen Heidelberg und Freiburg, als Lehrer an verschiedenen Schulen in Deutschland und als Grundschulleiter am Lycée Franco-Allemand Buc in Frankreich.
Nach Studium, Staatsexamina und Referendariat wurde er 2011 mit einer Arbeit zu „Ego-Dokumenten und Sinnbildung“ an der Pädagogischen Hochschule Freiburg bei Gerhard Schneider promoviert. Seine Habilitation folgte 2021 mit der Arbeit „‘Geschichte unterrichten können?’ Zur Professionalisierung von Geschichtslehrpersonen“ an der Pädagogischen Hochschule Heidelberg.
Er ist verheiratet und Vater von drei Töchtern.

## Forschungsschwerpunkte
In seiner Arbeit interessiert er sich unter anderem für eine erneuerte Lehrerausbildung sowie den Umgang mit Geschichte an den verschiedenen geschichtskulturellen Orten, in den unterschiedlichen Formen und Praktiken. Dafür versucht er, die ambivalenten Prozesse historisch-politischer Bildung und Vermittlung an diesen Orten theoretisch zu ergründen, empirisch zu erfassen und pragmatisch zu ermöglichen.

## Schriften (Auswahl)
- M. Barricelli, A. Becker, C. Heuer (Hrsg.): Jede Gegenwart hat ihre Gründe. Geschichtsbewusstsein, historische Lebenswelt und Zukunftserwartung im frühen 21. Jahrhundert. Wochenschau-Verlag, 2011. (wochenschau-verlag.de)
- C. Heuer, M. Seidenfuß (Hrsg.): Problemorientierung revisited. Zur Reflexion einer geschichtsdidaktischen Wissensordnung. (= Geschichtsdidaktik in Vergangenheit und Gegenwart. Bd. 12). LIT-Verlag, 2020. (lit-verlag.de)
- C. Heuer: Die Praxen der Geschichtslehrer*innenbildung. Für eine praxistheoretische Diskussion (nicht nur) geschichtsdidaktischer Wissensordnungen. In: S. Barsch, O. Plessow (Hrsg.): Universitäre Praxisphasen im Fach Geschichte - Wege zu einer Verbesserung der Lehramtsausbildung? LIT-Verlag, 2020, S. 29–50. (lit-verlag.de)
- C. Heuer: „Everyman his own historian“- Historical thinking and life history narration. Rethinking History. In: The Journal of Theory and Practice. Band 24, Nr. 1, 2020, S. 56–68. doi:10.1080/13642529.2019.1669292
- C. Heuer: Gestellte Geschichte(n)? Geschichtsdidaktische Überlegungen zur performativen Inszenierung von „Spielzeug“. In: C. Kühberger (Hrsg.): Mit Geschichte spielen. Transcript Verlag, 2021, S. 43–56 (degruyter.com)
- C. Heuer, M. Seidenfuß: Geschichtslehrer*innenbildung anders denken! Überlegungen zum Verhältnis von Disziplin und Profession. In: S. Barsch, B. Barte (Hrsg.): Motivation – Kognition – Reflexion: Schlaglichter auf Professionalisierungsprozesse in der Aus- und Fortbildung von Geschichtslehrpersonen. Wochenschau Verlag, 2021, S. 241–260. (wochenschau-verlag.de)
- C. Heuer: Kompetenzorientierte Planungsmodelle für den Geschichtsunterricht. In: G. Weißeno, B. Ziegler (Hrsg.): Handbuch Geschichts- und Politikdidaktik. Springer, 2021, S. 1–14. doi:10.1007/978-3-658-29673-5_13-1#DOI